# Gari Kasparov
Gari Kimovič Kasparov (rus. Га́рри Ки́мович Каспа́ров; Baku, Azerbajdžan, 13. travnja 1963.), ruski je šahovski velemajstor, svjetski šahovski prvak u razdoblju od 1985. do 2000. godine. Neki ga smatraju najvećim šahistom svih vremena. Od 2014. godine ima hrvatsko državljanstvo.
Na svjetskoj šahovskoj ljestvici FIDE došao je na prvo mjesto (ispred tadašnjeg svjetskog prvaka Anatolija Karpova) 1983. godine i do siječnja 2006. godine, bez prekida, bio je prvi. Značajan je i po svojem političkom djelovanju u korist reformi i demokracije u Sovjetskome Savezu odnosno Rusiji, posvetivši se borbi protiv vladavine Vladimira Putina. Kako je napustio profesionalni šah, više se ne nalazi na svjetskoj šahovskoj ljestvici FIDE.

## Rane godine
Gari Kasparov rođen je kao Hari Vajnštajn (Weinstein) (ruski: Гарри Вайнштейн). Otac mu je bio Židov, a majka Armenka, djevojačkog prezimena Kasparjan. Roditelji su mu se rano razveli i majka je svoje prezime promijenila u rusku inačicu, Kasparov. U dobi od 12 godina Hari je uzeo majčino prezime i "rusificirao" ime. 
Rano je skrenuo pozornost na sebe izuzetnim talentom. Od 1974. godine učio je u šahovskoj školi koju je vodio bivši svjetski prvak Mihail Botvinik. Godine 1976., kao trinaestogodišnjak, osvojio je prvenstvo Sovjetskoga Saveza za igrače do 18 godina.
Svjetska šahovska javnost upoznala ga je 1979. godine kada je uvjerljivo pobijedio na turniru u Banjoj Luci. Sljedeće godine priznat mu je naslov velemajstora. Brzo je napredovao. Godine 1982. na prvenstvu Sovjetskoga Saveza podijelio je prvo mjesto s Lavom Psahisom.
Uz profesionalno igranje šaha, bio je odličan student anglistike. Rado je čitao poeziju i napamet znao mnoge pjesme Jesenjina, Ljermontova i Jevtušenka. Tjelesno je bio snažan, igrao je nogomet i vozio bicikl.
U mečevima kandidata 1983. godine postiže uvjerljive pobjede. U četvrtzavršnici pobjeđuje Aleksandra Beljavskog 6:3, u poluzavršnici Viktora Korčnoja 7:4, te u završnici Vasilija Smislova 8,5:4,5. (Vasilij Smislov je tada imao 62 godine. Bio je svjetski prvak od 1957. do 1958. godine, pet godina prije Kasparovljevog rođenja.)

## Pet mečeva s Karpovom
Kasparov je s 21 godinom bio najmlađi igrač koji je igrao meč za prvenstvo svijeta. Nasuprot njega bio je Anatolij Karpov, svjetski prvak od 1974. godine, s 33 godine na vrhuncu snaga.
Neobičnim spletom okolnosti tijekom šest godina Kasparov i Karpov odigrali su čak pet mečeva za svjetsko prvenstvo. Obojica u to doba daleko nadmašuju sve ostale svjetske šahiste. U tim su mečevima odigrali ukupno 144 partije. 

### Prvi meč: 48 partija!
Ovo je najdulji meč u povijesti šaha, i to će sigurno zadugo i ostati. Imao je izrazito neobičan tijek i još neobičniji završetak. Igralo se po pravilima usvojenim 1974. godine: igra se dok jedan igrač ne postigne šest pobjeda, bez ograničenja trajanja meča. U slučaju poraza, bivši svjetski prvak ima pravo na revanš-meč u roku od godinu dana. Meč je započeo u Moskvi, ujesen 1984. godine. Kasparov je započeo samouvjereno, agresivnom igrom koja mu je do tada donosila uspjeh. To je međutim bilo lakoumno protiv izvrsno pripremljenog Karpova, vrhunskog majstora obrane i duboke strategije. Hladnokrvno je odbijao napade i postizao pozicijsku prednost. Nakon devet partija rezultat je bio 4:0 za Karpova i izgledalo je da je sve gotovo. Tada Kasparov naglo mijenja taktiku. Počinje igrati solidno, bez rizika, izazivajući protivnika da napada kako bi postigao još dvije pobjede. Karpov međutim nije želio preuzeti veći rizik, vjerojatno u nadi da će posve poniziti mladog protivnika pobjedom od 6:0. Rezultat je bila serija od 17 remija. Zatim je Karpov dobio 27. partiju i poveo s 5:0. Konačno, međutim, Kasparov dolazi do pobjede u 32. partiji. Slijedi nova serija od 14 remija. Kasparov je nevjerojatno hladnokrvno sputavao svoj temperament, Karpov je bio jednako nevjerojatno neprodoran. Igrali su već peti mjesec i oba igrača bila su isrcpljena. Onda Kasparov dobiva dvije partije za redom, 47. i 48, i smanjuje na 3:5. Meč je najednom opet postao napet (1978. godine Karpov je protiv Korčnoja vodio s 5:2, zatim je Korčnoj izjednačio, a Karpov je ipak dobio 32. partiju i tako pobijedio sa 6:5). Sovjetska se šahovska federacija tada odlučila ne neobičan potez: zatražili su od predsjednika FIDE Florencia Campomanesa prekid meča, jer su oba igrača potpuno iscrpljena. Predloženo je da se meč poništi, te da se nakon šest mjeseci igra novi. Oba su igrača to prihvatila; obojica su kasnije tvrdila da su bili izmanipulirani. Karpov je svakako bio u krizi, a Kasparov je ipak još uvijek trebao dobiti tri partije, a ne izgubiti nijednu.

### Drugi meč: Kasparov prvak svijeta
Odluka o prekidu izazvala je lavinu polemika u šahovskom svijetu, ali bila je konačna. Tako, nakon stanke od šest mjeseci, sudionici su se ponovno susreli u Moskvi 1985. godine. Pravila su u međudobi bila promijenjena: dužina meča ograničena je na maksimalno 24 partije, s tim što se meč prekida ako netko postigne šest pobjeda a u slučaju ako bi nakon 24 partije rezultat bio neodlučan svjetski prvak zadržava titulu. Ostalo je i pravo prvaka na revanš meč. Borba je bila vrlo napeta i izjednačena. Nakon 23 partije, Kasparov je vodio 12:11. Posljednju partiju Karpov igrao je na sve ili ništa, ali izgubio je i konačni rezultat meča bio je 13:11. Tako je Kasparov, star 22 godine, postao 13. prvak svijeta, najmlađi u povijesti. Velemajstor Dražen Marović pisao je tada u Šahovskom glasniku da je Kasparov zasluženo pobijedio. Bio je energičan i dosjetljiv, s teorijskim novinama i zbunjujućim žrtvama. Bijelima je uspijevao zahvatiti inicijativu, crnima se odlično branio u daminom gambitu i scheveninškoj inačici sicilijanke.

### Sljedeća tri meča
Karpov je imao pravo na revanš, i tako je nepunih godinu dana nakon prethodnog igran i treći meč. Kasparov je pobijedio s 12,5:11,5.
Nije prošla ni godina dana, a veliki se protivnici ponovno susreću. Karpov je pobjedom u meču kandidata ostvario pravo na novi meč. Ovoga puta Kasparov je bio pred porazom. Pri rezultatu 11:11 grubim prijevidom izgubio je 23. partiju. Karpov je vodio 12:11 i trebao mu je remi u posljednjoj partiji, dok je Kasparov morao igrati na pobjedu. Za razliku od Karpova u drugom meču, on uspijeva pobijediti. Tu je partiju, najvažniju u svojoj karijeri, dobio u Karpovljevom stilu: dugoročnom igrom na sitne prednosti uspio je dovesti do pobjede malo bolju konačnicu. Neriješenim rezultatom u meču sačuvao je naslov. U to je doba Kasparov optužio FIDE za pristranost prema bivšem prvaku. Dražen Marović je u Šahovskom glasniku izrazio mišljenje da ima pravo: Kasparov je dvaput branio titulu u dvije godine, koliko Karpov u 10 godina. O tijeku meča Marović je komentirao da Kasparov po svojoj naravi podsjeća na Aleksandra Aljehina i Mihaila Talja: kreativan, nagao, impulzivan, često i nepromišljen. Te su slabosti Aljehinu donijele poraze u prvom meču s Maxom Euweom, a Talju u drugom meču s Mihailom Botvinikom. Ova su dvojica, kao i Karpov, bili metodični, disciplinirani profesionalci.
Tri godine kasnije, Karpov je ponovno izazivač, pobijedivši konkurente u mečevima kandidata. Meč je opet bio neizvjestan do kraja. Kasparov je pobijedio s 12,5:11,5.

## Politika: nastavak (šahovskog) rata drugim sredstvima
Doba gigantomanije Kasparova i Karpova ujedno je i doba velikih promjena u Sovjetskome Savezu, njegova raspada i pada komunizma. Dva velika protivnika našla su se i politički na suprotnim stranama. 

### Vatreni zagovornik demokracije
Karpov, koji je dva puta obranio titulu od izazivača, sovjetskog disidenta Viktora Korčnoja, bio je miljenik starog sustava. Imao je nekoliko političkih dužnosti, bio je i dopredsjednik sovjetske (a zatim ruske) šahovske organizacije. Nasuprot tomu, Kasparov od početka perestrojke javno djeluje, pružajući  potporu reformama Mihaila Gorbačova, a zatim i Borisu Jeljcinu. Kasnije se međutim razočarao u obojici.
Njihovo je suparništvo 1990-ih godina dovelo i do borbe za vlast u Ruskoj šahovskoj organizaciji, a i FIDE je u tu borbu bila upletena.

### Prijatelj Hrvatske
Ovo se suparništvo drastično manifestiralo u odnosu prema velikosrpskoj agresiji na Hrvatsku i BiH. Karpov je u prvoj polovici 1990-ih godina više puta posjećivao Srbiju i Crnu Goru. Igrao je na međunarodnim natjecanjima za momčad »Agrouniverzala« iz Zemuna. Vrhunac Karpovljeve podrške Srbiji bilo je odigravanje simultanke u okupiranu Vukovaru, 1995. godine.
Nasuprot tome, Kasparov je izražavao snažnu podršku Hrvatskoj u vrijeme obrane Hrvatske od srpsko-crnogorske agresije i u vrijeme borbe Hrvatske za međunarodno priznanje. Više puta je dolazio na odmor i pripreme za mečeve na Crveni otok pokraj Rovinja. Igrao je za momčad ŠK Borovo-Vukovar '91. U lipnju 2011. godine postao je član ŠK ETF-Osijek. Iste godine postao je i član HŠS. U veljači 2014. Gari Kasparov dobio je hrvatsko državljanstvo zbog svog lobiranja za Hrvatsku i Vukovar 1991. godine. Hrvatsku smatra svojom drugom domovinom, od 2000. godine ima kuću u Makarskoj, a prije toga boravio je na Crvenom otoku pokraj Rovinja. Godine 2014. bio je hrvatski kandidat za predsjednika FIDE i dobio je 61 glas nasuprot 110 koliko je dobio ruski kandidat Kirsan Iljumžinov, koji je tada ponovno izabran za predsjednika FIDE.

## Raskol u svjetskom šahu 1993.
Godine 1993. dolazi do velike krize u natjecanjima za svjetsko prvenstvo, koja do danas nije razriješena. FIDE je po uobičajenom sustavo organizirala mečeve kandidata. Pobjednik je bio Englez Nigel Short, koji je u poluzavršnici pobijedio Karpova, a u završnici Jana Timmana. 

### Meč Kasparov−Short
Do sukoba je došlo kada je Kasparov odbio igrati meč u gradu koji je izabrala FIDE, nezadovljan ponuđenim nagradnim fondom; sklopio je ugovor o igranju meča u Londonu, uz dvostruko veći nagradni fond. Short se s time složio. Administracija FIDE, ljutita zbog narušavanja njezina autoriteta, povukla je drastičan i besmislen potez: objavila je da Kasparovu oduzima titulu prvaka, a Shortu pravo izazivača, te da će meč za ispražnjeno mjesto prvaka u Amsterdamu igrati Karpov i Timman.
Kasparav i Short, te još nekoliko vrhunskih igrača, osnovali su 1993. godine novu udrugu, Professional Chess Association (PCA), koja je bila formalni organizator njihovog dvoboja. Tako su 1993. godine odigrana dva meča. Kasparov je pobijedio Shorta 12,5:7,5 i obranio titulu, a Karpov Timmana 12,5:8,5. Tako je došlo do situacije kao u profesionalnom boksu, s dva prvaka u različitim inačicama. No šahovski svijet je titulu priznavao samo Kasparovu.

### Meč Kasparov−Anand 1995.
Administracija FIDE ostaje tvrdoglava. FIDE i PCA organiziraju svaka svoj kandidatski ciklus. U organizaciji PCA odigran je krajem 1995. godine meč Kasparov-Anand. Igralo se na bolji rezultat iz 16 partija. Prvih osam partija završeno je remijem. Devetu partiju dobiva Anand. U desetoj, Kasparov igrajući bijelima, nalazi teorijsku novost sa žrtvom skakača u 11. potezu u otvorenoj inačici španjolke. Kasnije žrtvuje i topa i pobjeđuje. Odlučujućom se pokazala sljedeća, 11. partija: Kasparov crnima igra zmajevu varijantu sicilijanke. U posve jednakoj poziciji, Anand odbija ponudu remija; forsirajući, upada u jednostavnu zamku i gubi. Nakon toga Kasparov je dobio još dvije partije i ostvario pobjedu 8:5.
Nešto kasnije u organizaciji FIDE odigran je meč Karpov-Kamsky, koji je Karpov uvjerljivo dobio. FIDE je imala velikih problema u nalaženju organizatora tog meča, koji šahovska javnost ne priznaje. Zanimljivo je da su Kamsky i Anand odigrali dva meča kandidata: u inačici FIDE u četvrtzavršnici pobijedio je Kamski sa 6:4, a u inačici PCA u završnici pobijedio je Anand sa 6,5:4,5.

### Kaos u natjecanjima za svjetskoga šahovskog prvaka
FIDE, koja ima financijske probleme, naglo je izmijenila sustav natjecanja; titula "prvak svijeta FIDE" izgubila je dotadašnji smisao. Vidi članak: Svjetsko prvenstvo u šahu.
PCA je također zapala u probleme zbog međusobnog suparništva vrhunskih igrača, različitih interesa sponzora i pritiska FIDE. Kasparov, karizmatična osoba i odličan u odnosima s medijima i sponzorima, praktički sam donosi odluke, kao što su to činili svjetski prvaci u razdoblju od 1886. do 1946. godine. 
Početkom 1998. godine bilo je objavljeno da će Anand i Kramnik, drugi i treći na rang-listi, igrati dvoboj kandidata, nakon čega će pobjednik igrati dvoboj protiv Kasparova. Pod pritiskom predsjednika FIDE Kirsana Ilyumzhinova, međutim, Anand je odustao od meča. U PCA dolazi do raskola. Kasparov hitro raspušta tu organizaciju i uz pomoć španjolskog bogataša i šahovskog mecene Luisa Rentera osniva novu organizaciju World Chess Council (WCC). Za Anandovog zamjenika imenovan je Aleksej Širov; vrhunski igrač, koji je dobio španjolsko državljanstvo, što je svakako utjecalo na odluku. U organizaciji WCC odigran je sredinom 1998. godine meč Širov-Kramnik; Širov je pobijedio s 5,5:3,5. Meč Kasparov − Širov bio je najavljen za listopad 1998. godine, međutim biva odgođen jer dolazi do sukoba Kasparova i Rentera. Na kraju dvoboj nije ni odigran. WCC je nestala sa scene.

### Dvoboj Kasparov−Kramnik 2000.: gubitak naslova
Tek pet godina nakon prethode obrane naslova, organiziran je dvoboj u kojem je Kasparov branio naslov. Izazivač je ovoga puta Vladimir Kramnik. Sponzor i organizator bio je BrainGames Network (BGN). Igralo se opet 16 partija. Kramnik je razradio savršenu taktiku: od početka igra na "umrtvljenje" pozicije, izbjegava komplikacije u kojima Kasparov uživa i čeka da se protivnik "istrči". To je bila taktika koju je primjenjivao Karpov, ali Kramnik je imao više uspjeha.
Kasparova je iznevjerila kreativnost: u 15 odigranih partija nije dobio nijednu! Kramnik je dobio dvije, 13 je bilo remi, i tako Kramnik postaje svjetski prvak.

## Mečevi protiv računala
Kasparov je odigrao nekoliko značajnih mečeva protiv računalnih programa, koji su početkom prvog desetljeća postali toliko jaki te dobivaju većinu partija i protiv vodećih velemajstora. Prvi je igrač pobjednik nad šahovskim računalom.
- U veljači 1996. godine igrao je meč u šest partija protiv IBM-ova računala Deep Blue. Izgubio je prvu partiju, ali zatim dobiva tri partije uz dva remija.

- Svibnja 1997. godine gubi meč protiv poboljšanje inačice Deep Bluea. Pri rezultatu 1:1 uz tri remija, izgubio je posljednju partiju nakon grube grješke u otvaranju. Dugo vremena nakon tog meča Kasparov, a i drugi velemajstori, izražavali su sumnju da je IBM varao, tako što je neki velemajstor u tajnosti provjeravao poteze koje je računalo izabralo. Programi, naime, računaju inačice stotinu milijuna puta brže od čovjeka, ali ponekad se izgube u pozicijama gdje je potrebna dalekosežna strategija pa ljudska intuicija nadvladava. (Deep Blue bio je posebno računalo sastavljeno do 50 osobnih računala (PC-a), spojenih u cjelinu samo za ovu namjenu.)

- U studenome 2003. godine igrao je meč u četiri partije protiv programa X3D Fritz, koji je temeljem prethodnih rezultata imao ocjenu 2807. U meču su korišteni virtualna ploča, 3D naočale i sustav za prepoznavanje glasa. Meč je završen neriješeno, 1:1, uz dva remija. Program je računao sto milijuna poteza u sekundi, dok čovjek ne može računati više od dva poteza u sekundi.

## Meč Kasparov−Karpov 2009.: 25. obljetnica
Kasparov i Karpov odigrali su u Valenciji od 21. do 24. rujna 2009. godine 12 partija (4 brzopotezne i 8 munjevitih) na 25. obljetnicu početka njihova prvoga poništenoga meča u Moskvi 1984. godine. Krajnji rezultat je bio 9:3 za Kasparova (3:1, brzopotezni; 6:2, munjeviti).

## Povijesna ocjena
Kada je Kasparov osvojio naslov svjetskog prvaka, Dražen Marović zapisao je:
»Od velike je važnosti da se u monotoniji i praznini osamdesetih godina pojavio igrač šampionskog kova u tradicionalnom smislu riječi, natjecatelj, pisac i istraživač, koji vrijednost kraljevske igre vidi i s onu stranu natjecanja i efemernog rezultata. U ovom sumornom šahovskom razdoblju praznih simbola, lažnih brojčanih pokazatelja i šund-literature Gari Kasparov vraća nas tradicionalnim vrijednostima šahovnice svojim stavom prema šahu, svojim analizatorskim radom i svojom briljantnom praksom i mislim da je prvenstveno u tom temeljni značaj njegove pojave.«

## Politička djelatnost
U ožujku 2005. godine, nakon pobjede na velikom turniru u Linaresu, Kasparov je objavio da napušta šah te da će se posvetiti političkoj karijeri, jer smatra potrebnim »učiniti sve u mojoj moći za otpor diktaturi Vladimira Putina«. Bio je vodeći član skupine liberalne oporbe Komitet 2008.
Zajedno s još 170 prosvjednika Kasparov je 14. travnja 2007. godine uhićen zbog kršenja javnog reda i mira na prosvjedima u Moskvi i pušten nekoliko sati kasnije uz globu. Dana 24. studenoga 2007. godine uhićen je pod optužbom da je organizirao nedopušteni prosvjed i opirao se pri uhićenju. Osuđen je na pet dana zatvora. Na tom je skupu protiv vlade sudjelovalo oko 2000 ljudi, na poziv pokreta Druga Rusija.

## Citati
- Uoči Meča za svjetskog prvaka 2023. između Dinga Lirena i Jana Nepomnjaščija, Kasparov je rekao: Teško da to mogu nazvati mečom za svjetskog prvaka. Za mene bi meč za svjetskog prvaka trebao uključivati najjačeg igrača na planetu. Nisam ovdje da komentiram Magnusovu odluku, ali to je na neki način amputirani događaj. Imam svoju povijest s FIDE-om, pa zato neću mijenjati svoje mišljenje o FIDE prvenstvima. Šteta što Magnus nije tamo i prirodno je da je meč između Nepa i Dinga ionako sjajna predstava, ali to nije meč za svjetskog prvaka.[13]

- Kasparov je 2024. uoči meča za svjetskog prvaka između Dinga i Gukesha izjavio: Ne tretiram ovo kao meč za svjetskog prvaka. Za mene je meč za svjetskog prvaka uvijek bilo natjecanje za titulu najboljeg igrača svijeta. Mislim da je povijest mečeva za svjetskog prvaka započela ovdje u Saint Louisu kada se Steinitz suočio sa Zukertortom i završila s Magnusom Carlsenom. Bilo je 16 svjetskih prvaka. Mogli biste ih u svakom trenutku nazvati najboljim igračima na svijetu.[14]

- Danas naše društvo stavlja veliki naglasak na specijalizaciju i fokus. Studenti su odlazili na sveučilište s idejom da prošire svoje znanje; sada je to postalo uglavnom praktično iskustvo. Studenti koriste visoko obrazovanje kao sredstvo za razvoj vještine koja će ih učiniti privlačnima poslodavcima. Stavljamo toliki naglasak na to da budemo dobri u onome što radimo da ne uspijevamo shvatiti da poboljšanje u onome što radimo najbolje možemo postići ako postanemo bolji u drugim — i krajnje različitim — stvarima.
  - Kako život imitira šah (2007.)

## Djela
Nepotpun popis:
- Fighting Chess: My Games and Career, HarperCollins, New York, 1983.
- Moje partije, ur. Zlatko Klarić i Dražen Marović, Sportska tribina, Zagreb, 1983.
- Sicilijanska obrana: moje najjače oružje, Sportska tribina, Zagreb, 1986. (suautor Aleksander Nikitin)
- The Test of Time, Pergamon Press, Oxford, 1986.
- Kasparov Teaches Chess, Batsford Ltd, London, 1986.
- Unlimited Challenge: An Autobiography, Grove Weidenfeld, New York, 1990. (zajedno s Donaldom Trelfordom)
- Gary Kasparov's Fighting Chess, Henry Holt & Co, New York, 1995. (suaotori Jon Speelman i Bob Wade)
- Garry Kasparov's Chess Challenge, Cadogan Books, London, 1996.
- Kasparov Against the World: The Story of the Greatest Online Challenge, KasparovChess Online, 2000. (zajedno s Danielom Kingom)
- My Great Predecessors, 1-5, Everyman Chess, London, 2003. – 2006. 
  - (hrv. izd. Moji veliki prethodnici, knj. 1: Od Steinitza do Aljehina, AGM, Zagreb, 2004. (suautor Dimitrij Pliseckij)
- Checkmate!: My First Chess Book, Everyman Chess, London, 2004.
- Garry Kasparov on Modern Chess, 1-4, Everyman Chess, London, 2007. – 2010.
  - Part 1: Revolution in the 70s, 2007.
  - Part 2: Kasparov vs Karpov 1975-1985, 2008.
  - Part 3: Kasparov vs Karpov 1986-1987, 2009.
  - Part 4: Kasparov vs Karpov 1988-2009, 2010.
- How life imitates chess: [insights into life as a game of strategy], Arrow Books, London, 2008. (suautor Mig Greengard), (hrv. izd. Kako život imitira šah: povlačenje pravih poteza, VBZ, Zagreb, 2009.)
- Garry Kasparov on Garry Kasparov, I-III, Everyman Chess, London, 2011. – 2014.
  - Part I: 1973-1985, 2011.
  - Part II: 1985-1993, 2013.
  - Part III: 1993-2005, 2014.
- Winter Is Coming: Why Vladimir Putin and the Enemies of the Free World Must Be Stopped, PublicAffairs, New York, 2015. (hrv. izd. Zima dolazi: zašto Vladimir Putin i neprijatelji slobodnog svijeta moraju biti zaustavljeni, Profil, Zagreb, 2015.)
- Deep Thinking: Where Machine Intelligence Ends and Human Creativity Begins, PublicAffairs, New York, 2017.[15]

## Galerija
- Kasparov i Károlyi, Svjetsko juniorsko prvenstvo 1980.
- Kasparov prima pokal, Svjetsko juniorsko prvenstvo 1980.
- Kasparov i Karpov, 1985.
- Anand i Kasparov, 2000.
- Kasparov i Kramnik, Botvinikov memorijal, 2001.
- Kasparov u Linaresu, 2005.
- Sting i Kasparov, 2007.
- Kasparovljev potpis

## Vanjske poveznice
- (rus.) Službena stranica
- (engl.), (hrv.) Kasparov Chess Foundation Adriatic  Arhivirana inačica izvorne stranice od 18. veljače 2021. (Wayback Machine)
- (engl.) 2110 Kasparovljevih partija na chessgames.com
- (engl.) Stotinu pozicija iz Kasparovljevih partija kao zagonetke
- (engl.) Kasparovljeva najava povlačenja iz šaha
- (engl.) Svjetsko prvenstvo 1985.
- (engl.) Kasparovljeva politička uvjerenja
- Više o Kasparovljevom povlačenju na (engl.) The Week in Chess  Arhivirana inačica izvorne stranice od 28. studenoga 2005. (Wayback Machine) i (engl.) Chessbase
- Kasparov je također povremeni suradnik u The Wall Street Journalu:

- (engl.) The Great Game, o povlačenju i politici u Rusiji, 19. ožujka 2005.
- (engl.) Fischer's Price, o Bobiju Fischeru, 19. srpnja 2004.
- (engl.) Stop the Moral Equivalence, o terorizmu, 19. svibnja 2004.
- (engl.) Putinocracy, o Putinovom režimu, 14. ožujka 2004.
- (engl.) Man vs. Machine, o računalnom šahu, 16. veljače 2003.
- (engl.) The War Is Not Yet Won, o ratu u Iraku, 5. kolovoza 2003.